# جوليمي ستانتشوفتسي
جوليمي ستانتشوفتسي (بالبلغارية: Големи Станчовци)‏ قرية تقع إدارياً ضمن تريافنا في بلغاريا. تعتمد جوليميستانتشوفتسي للبريد على الرمز البريدي 5365.